# Villa Trento
Villa Trento (Cervarese Santa Croce - Padova), risale alla seconda metà del sec. XVI, e fu eretta inglobando una parte dell'antico monastero benedettino, datato al IX secolo, costruito per promuovere importanti opere di bonifica in tutta la zona circostante. Documenti recenti hanno certificato che nelle vicinanze, esisteva anche una chiesa dedicata a Santa Croce, di origini paleocristiane, meglio identificata come Oratorio della Santa Croce.
La famiglia dei conti Trento è censita a Cervarese dal 1578 ove dimorò fino alla caduta della Serenissima Repubblica di Venezia, ma successivamente gli stessi cedettoro la proprietà al demanio, quindi ai conti Valmarana di Vicenza ed infine alla famiglia dei Lampertico.
Nel suo insieme la costruzione mostra i moduli, le dimensioni e l'equilibrio delle case di campagna veneziane concepite e realizzate da Andrea Palladio, disegnate in perfetta armonia dell'ambiente che le circondava.
La parte più imponente della villa è la facciata, di inconfondibile stile palladiano, col l'ariosa loggia sopraelevata sul pianterreno, costituita da due colonne e quattro lesene ioniche, sulla cui trabeazione si erge il frontone triangolare. Ai lati della loggia si aprono due ampie pareti in cui sono ricavate un triplice ordine di finestre simmetriche.
Sulla sinistra della villa, si eleva la torre colombara datata in epoca ancora più antica e risalente al quattrocento circa. Alle fondamenta di detta torre sono stati identificati resti di precedenti costruzioni, che confermano la costruzione di un antico monastero benedettino. Due eleganti pilastri posti all'ingresso stradale da via Roma, delimitano il cortile antistante a tutta la villa, da una parte con una media cinta muraria e dall'altra da una profonda barchessa porticata, adibita ai diversi usi agricoli del tempo.
Attualmente la villa è in fase di restauro ed è visitabile solo all'esterno su appuntamento.